# Milton M. Gordon
Milton Myron Gordon (* 3. Oktober 1918 in Gardiner, Maine; † 4. Juni 2019) war ein US-amerikanischer Soziologe. Er lehrte als Professor an der University of Massachusetts in Amherst. Sein Hauptarbeitsgebiet war die Migrationssoziologie. 1947 führte er mit einem Zeitschriftenaufsatz den Begriff Subkultur in die soziologische Fachdiskussion ein.
Gordons Eltern waren jüdische Einwanderer aus Russland. Nach ihrer Scheidung zog er im Alter von 13 Jahren mit seiner Mutter nach Portland (Maine). Nach dem Besuch des Bowdoin College studierte er ab 1939 an der Columbia University. Zu seinen akademischen Lehrern zählten Theodore Abel, Robert MacIver, Robert Staughton Lynd, Ralph Linton und Ruth Benedict. 1940 legte er dort das Master-Examen ab, 1950 wurde er zum Ph.D. promoviert. Nach Lehrtätigkeit als Assistenzprofessor an verschiedenen amerikanischen Hochschulen ging Gordon 1961 als Professor an die University of Massachusetts in Amherst. 1986 wurde er emeritiert. 1992 erhielt er den Distinguished Bowdoin Educator Award und 2002 den Distinguished Career Award der International Migration Section der American Sociological Association. Zuletzt lebte er in Tonasket (Washington).

## Schriften
- Social class in American sociology. Duke University Press, Durham (North Carolina) 1958.
- Assimilation in American life. The role of race, religion, and national origins.  Oxford University Press, New York 1964.
- Human nature, class, and ethnicity. Oxford University Press, New York 1978, ISBN 019502236X.
- The scope of sociology. Oxford University Press, New York 1988, ISBN 0195053036.